# Antiochijský pravoslavný vikariát západního obřadu

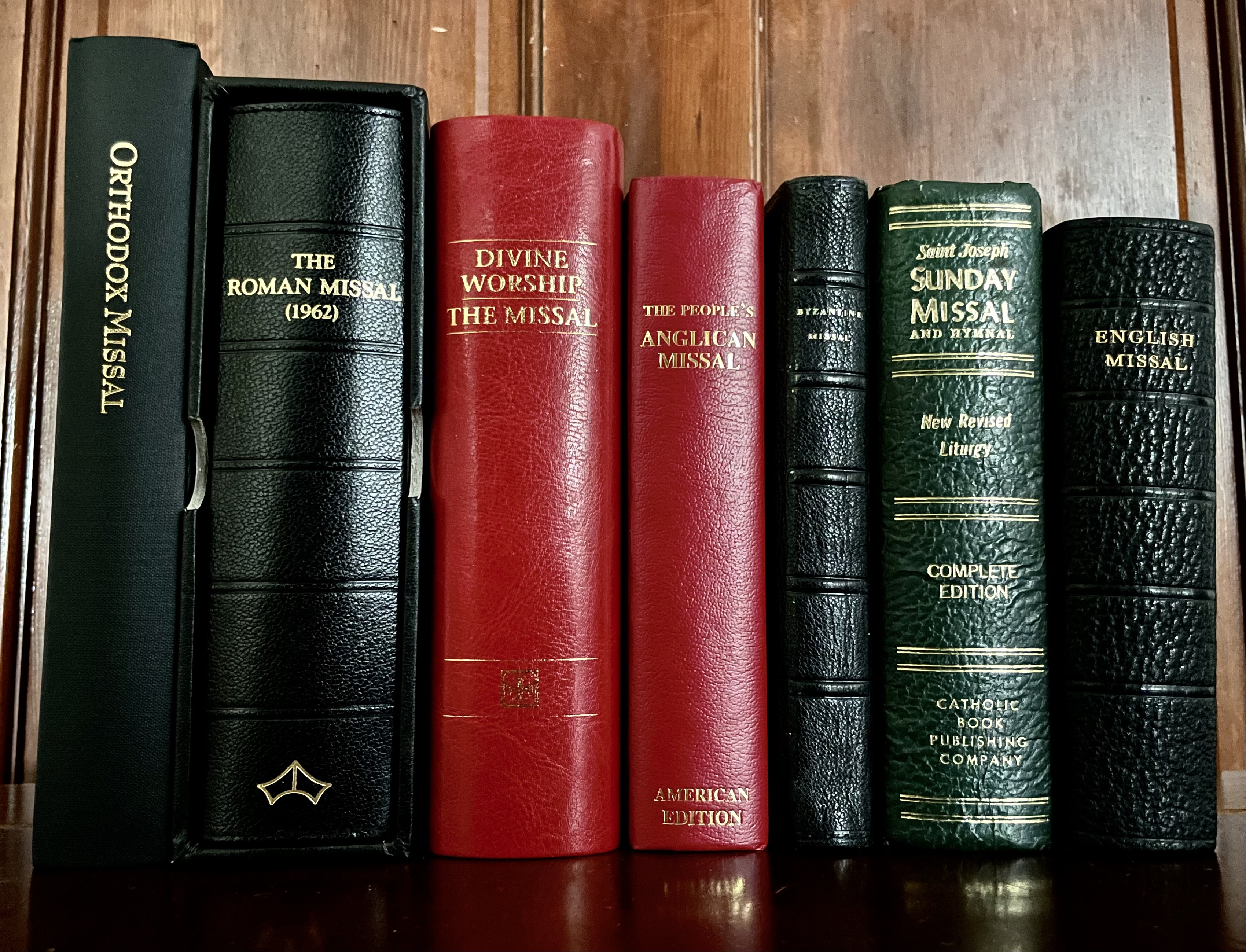
Anglické misály, pravoslavný první zleva

Antiochijský pravoslavný vikariát západního obřadu (AWRV) je vikariát západního obřadu farností a misí „které vysluhují svátosti podle tradičních západních křesťanských liturgických forem“ v rámci Archeparchie New York a celé Severní Ameriky, náležející do jurisdikce pravoslavného antiochijského patriarchátu.

## Historie
Vikariát byl vytyčen, když tři schizmatické farnosti Společnosti svatého Basila pod vedením biskupa Alexandra Tylera Turnera byly v roce 1961 po osmileté zkušební době kanonicky přijaty do antiochijského patriarchátu metropolitou Anthony Bashirem.

## Organizace
Vikariát se skládá z více než dvaceti místních církevních obcí (farností) a misií ve všech diecézích po celých Spojených státech. Biskup John (Abdalah) z Worcesteru a Nové Anglie dohlíží na vikariát, kterému pomáhá jeho generální vikář Fr. Edward Hughes. Farnosti západního obřadu jsou podporovány a očekává se, že budou aktivní v místní diecézi, ve které se nacházejí, a biskupské funkce obvykle vykonává místní eparchiální (diecézní) biskup.